# 張氏蛇鰻
張氏蛇鰻，為輻鰭魚綱鰻鱺目糯鰻亞目蛇鰻科蛇鰻屬的其中一種，該物種分布於西北太平洋的中國東海海域，棲息在底層水域，屬肉食性，生活習性不明。

## 擴展閱讀
維基物種上的相關：張氏蛇鰻